# NGC 1686
NGC 1686 (również PGC 16239) – galaktyka spiralna (Sbc), znajdująca się w gwiazdozbiorze Erydanu. Odkrył ją 26 grudnia 1885 roku Francis Leavenworth.